# Gabriel Borra
Gabriel Borra (* 5. Januar 1937 in Ruddervoorde, Provinz Westflandern; † 22. Dezember 2019 in Brügge) war ein belgischer Radrennfahrer.

## Sportliche Laufbahn
Als Amateur siegte er 1955 in den Eintagesrennen Gent–Wevelgem, Omloop Het Nieuwsblad, Omloop van de Westhoek sowie auf zwei Tagesabschnitten der Belgien-Rundfahrt für Amateure. Die Internationale Friedensfahrt bestritt er 1956 und wurde Achter des Gesamtklassements. 1957 wurde er Unabhängiger und gewann neben anderen Rennen die Driedaagse van West-Vlaanderen. In der folgenden Saison wurde er Berufsfahrer. Seinen ersten Vertrag als Profi hatte er im Radsportteam Ghigi.
1958 war er in der Elfstedenronde erfolgreich und gewann Gent–Wevelgem in der Klasse der Unabhängigen. Den Grand Prix de Denain entschied er 1960 vor Louis Proost für sich. 1961 war er auf einem Tagesabschnitte der Dwars door Vlaanderen erfolgreich und gewann die Driedaagse van West-Vlaanderen erneut. In seiner vorletzten Saison 1962 gewann er drei Rennen: den Grand Prix Flandria, den Omloop van Oost-Vlaanderen und den Sint-Elooisprijs. Nach dem Ende der Saison 1963 beendete er seine Laufbahn.